# Кармамеи (деревня)
Кармаме́и (чув. Аслӑ Мами) — деревня в Канашском районе Чувашской Республики. Входит в состав Асхвинского сельского поселения.

## География
Находится в центральной части Чувашии, на расстоянии приблизительно 2 км по прямой на запад от районного центра города Канаш.

## История
До 1781 года центр Карамамеевской волости.
В писцовой книге Свияжского уезда 1646-1647 годы в деревне числилось два двора: служилого татарина Тинбакти Хрестанова и служилого чуваша Сагайки Кайбулина. Они были переселенцами из Каринского княжества, находившегося в подчинении Арских князей.
В 1710 года, когда здесь был 41 двор, в 1795 году 80 дворов и 433 жителя, в 1926 году 227 дворов, 1052 жителя, в 1939—1201 житель, в 1979—1258. В 2002 году было 343 двора, в 2010—313 домохозяйств. В 1930 образован колхоз «Соревнование», в 2010 году действовал СХПК «Мотор».

## Население
Постоянное население составляло 985 человек (чуваши 97 %) в 2002 году, 882 в 2010.